# Bruno Bulté
Bruno Bulté né le 30 juin 1952 est un acteur et metteur en scène de théâtre belge, spécialisé aussi dans le doublage.

## Carrière
Bruno Bulté a suivi des études d'architecture à l'Académie royale des Beaux-Arts de Bruxelles dans les années 1970. Il a été président de la Ligue d'improvisation belge.

## Filmographie

### Théâtre
Acteur
- 1981-82 : La Pieuvre
- 1982-85 : Lagune
- 1986-87 : Coriolan
- 1987-88 : La Princesse Maleine
- 1989-90 : Le Médecin malgré lui
- 1995-96 : Improvisator IV
- 1998-2000 : Dom Juan
- 2000-01 : Cyrano de Bergerac
- 2001-02 : Knock ou le triomphe de la médecine

Metteur en scène
- 1991-92 : Juste un petit pas à faire
- 1992-93 : Dirk le rebelle
- 1993-94 : Let's talk about love, Jim, Jack, Jokes et Thomas Owen
- 1994-95 : Peter Pan
- 1994-95 : Peter Pan Walibi Show
- 1994-95 : Strip-tease
- 1995-96 : Pinocchio
- 1998-99 : Lady Mariette et Il n'y a pas que le culte
- 1999-2000 : Le Songe d'une nuit d'été
- 2001-2003 : La Fugue du Petit Poucet[2]
- 2001-2002 : Knock ou le triomphe de la médecine
- 2002-03 : Macbeth et Connaissez-vous la Voie lactée ?
- 2004-05 : Moi et ma mère
- 2006-07 : Les Hommes de notre vie et Dracula
- 2019 : Sois Belge et tais-toi ![3]

### Télévision
- 1983 : Rendez-vous, accompagnement dansé sur un clip d'Alain Chamfort.
- 2002 : Star Academy[4]

### Séries télévisées
- Un cas pour deux. Joseph Matula[5]

### Séries d'animation
- Beast Machines: Transformers : Tankor[6]
- Les Enquêtes de Kindaichi[7]
- Marvel Anime - Iron Man : Éditeur Nomura[8]
- Naruto : Tazuna, Kazekage, Pakkun[9]
- Transformers Prime : Shockwave, Breakdown[10]
- X-Men: Evolution : Warren Worthington III[11]
- Yu-Gi-Oh! GX : Doyen Sheppard[12]
- Yu-Gi-Oh! 5D's : Jakob, Gars de Side, Agent de police[13]
- Yu-Gi-Oh! Zexal : Voix de la porte[14]
- Ultimate Spider-Man : Dents-de-sabre[15]